# Cologna Veneta
Cologna Veneta is een gemeente in de Italiaanse provincie Verona (regio Veneto) en telt 8207 inwoners (31-12-2004). De oppervlakte bedraagt 43,0 km², de bevolkingsdichtheid is 191 inwoners per km².
De volgende frazioni maken deel uit van de gemeente: Baldaria, Sabbion, Sant'Andrea, Spessa en San Sebastiano.

## Demografie
Cologna Veneta telt ongeveer 2979 huishoudens. Het aantal inwoners steeg in de periode 1991-2001 met 6,0% volgens cijfers uit de tienjaarlijkse volkstellingen van ISTAT.
| Jaar | Inwoneraantal |
| ---- | ------------- |
| 1991 | 7446          |
| 2001 | 7890          |

## Geografie
De gemeente ligt op ongeveer 24 m boven zeeniveau. Cologna Veneta grenst aan de volgende gemeenten: Asigliano Veneto (VI), Lonigo (VI), Orgiano (VI), Poiana Maggiore (VI), Pressana, Roveredo di Guà, Veronella en Zimella.

## Galerij

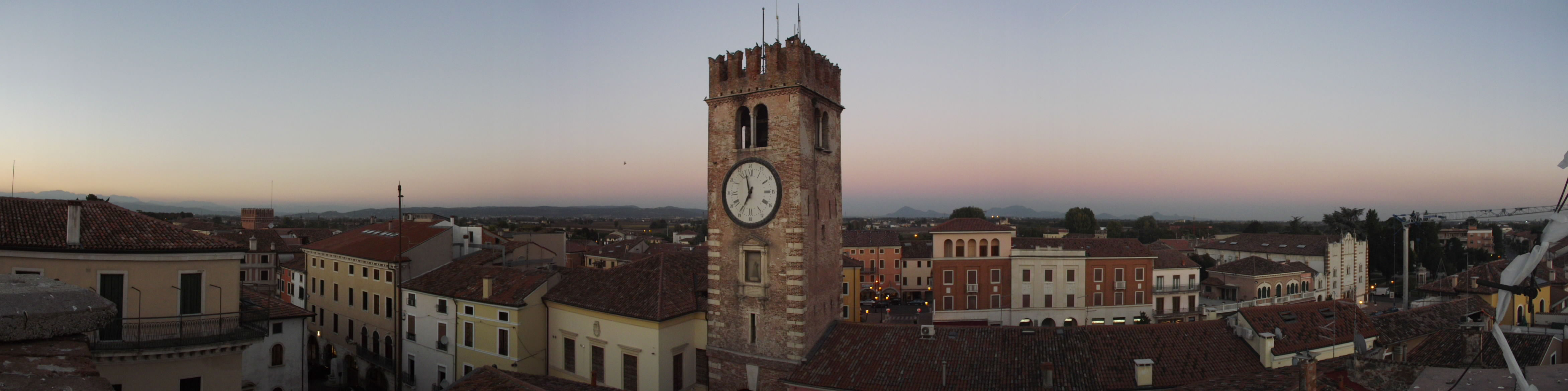
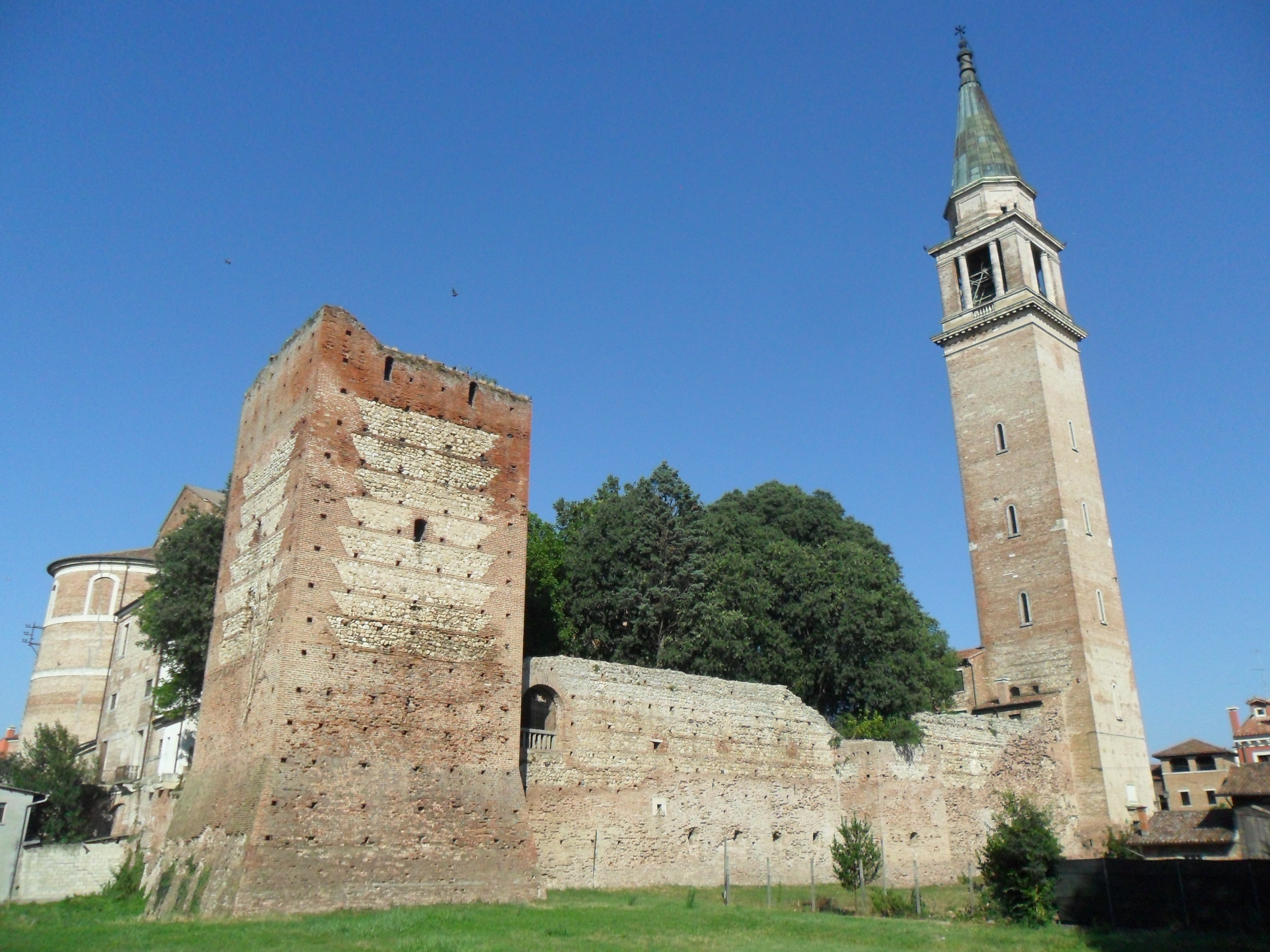
Castello Scaligero en klokkentoren van de dom
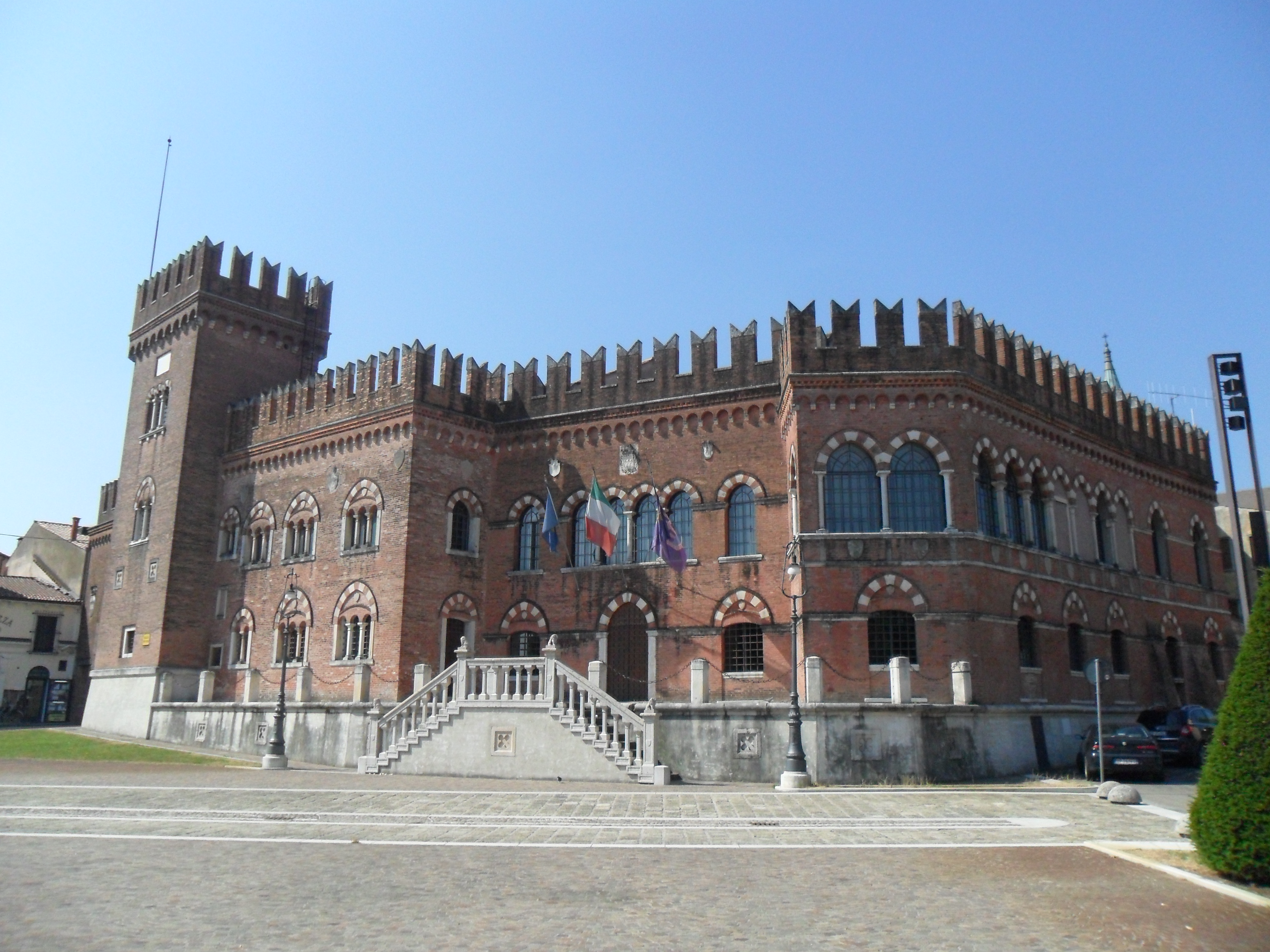
Gemeentehuis
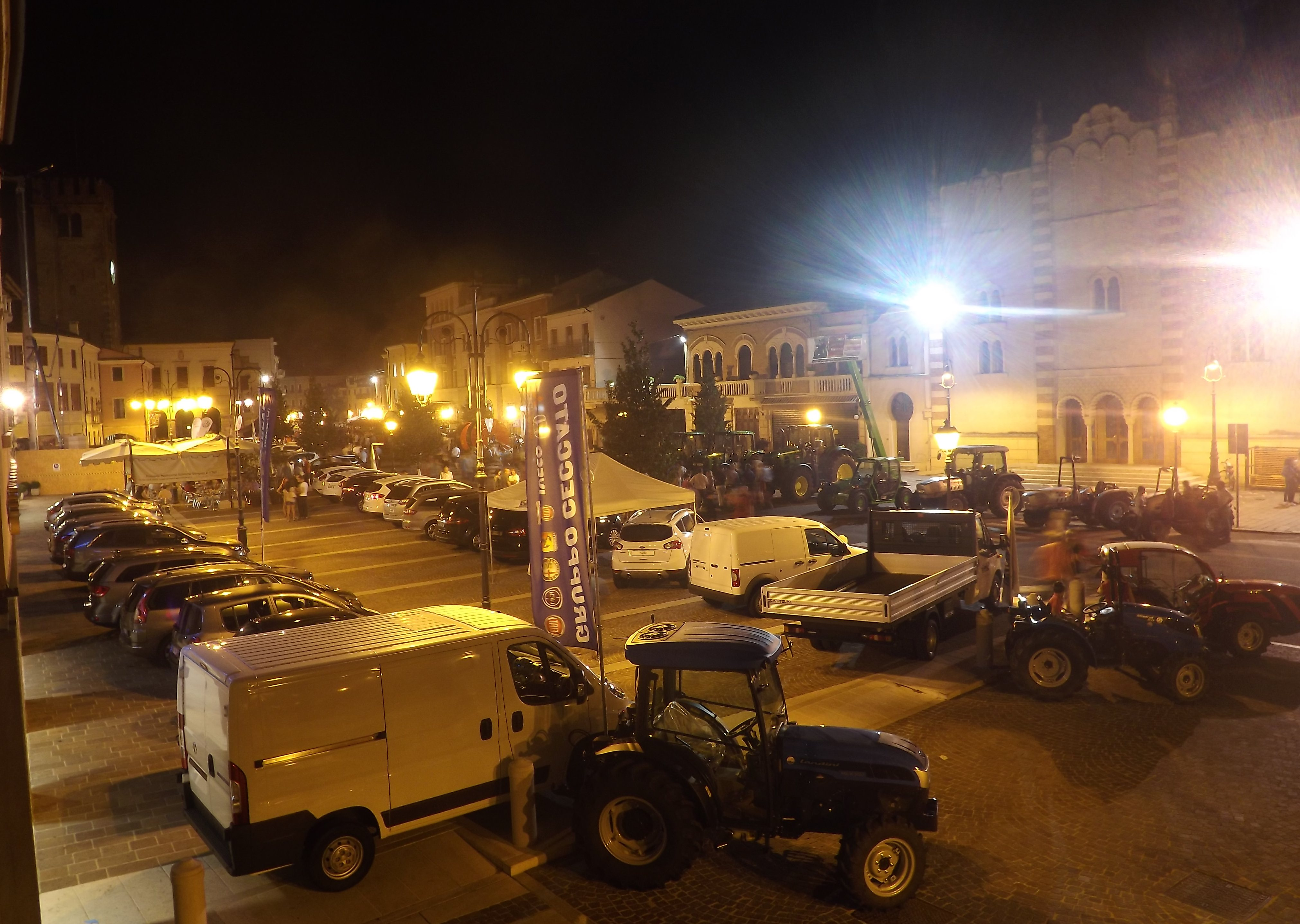
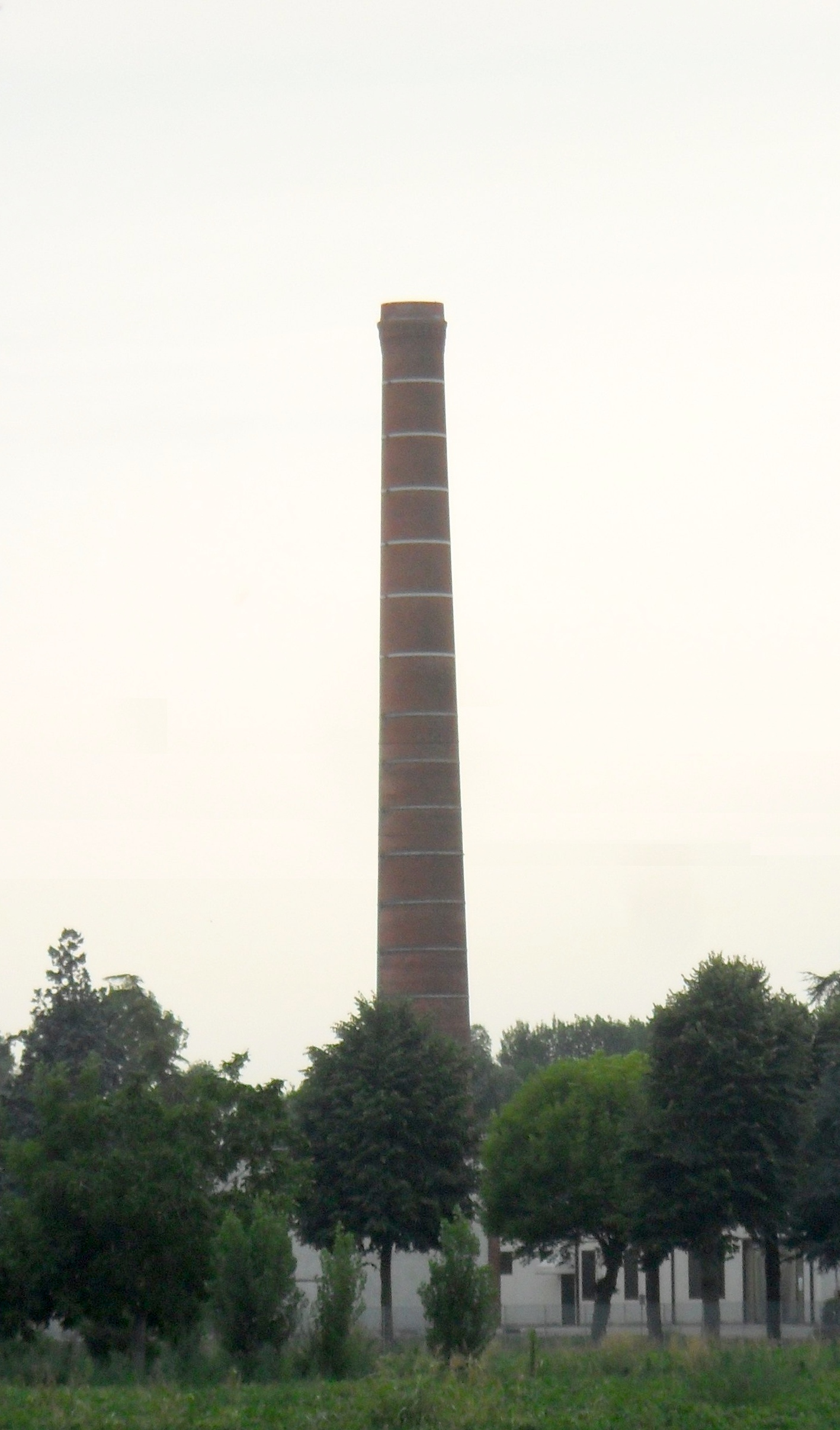

## Geboren in Cologna Veneta
- Antonio Maria Roveggio (1858-1902), Comboniaan en missiebisschop in Afrika
- Gianni Beschin (1953-2021), voetbalscheidsrechter